# 台鐵15F10型平車
台鐵15F10型平車，是臺灣鐵路管理局所使用的一種鐵路貨車，是目前台灣鐵路管理局旗下所使用的鐵路平車系列中尺寸與載重「最小」，生產年代「最古老」的一型，目前僅剩一輛被改為鐵路工程用的15EF19號於高雄打狗鐵道故事館（高雄港車站）保存。

## 開發歷史
本型平車為台灣鐵路管理局的一型有轉向架的四車軸鐵路平車，自日治時代即存在的古老車型，安裝至今已非常罕見的「菱形均衡樑式轉向架」和「軸輻式車輪」，車身上明顯的「鉚釘」則可以看出其當年工業技術的歷史。
實際生產的時間據考證為1912年（大正元年），至今已經超過100歲。而本型車會留存至今的原因，乃在於早年台鐵有將一批鐵路貨車（平車）交給國軍的陸軍後勤單位進行軍用車上鐵路貨車（上鐵皮）的練習教材，因此得以幸運保留至今而未被台鐵報廢拆解。另外一個原因在於有幾輛（例如15EF19號）被台鐵內部挑選為工程專用平車用來搭載搶修器具，雖車型代號被改為EF，但代價就是可以被台鐵工務段視為「重要裝備」而得以妥善保存至今不被拆解。

## 數據
- 型式：15F10（15是載重，10為型號）
- 輛數：11
- 皮重：9.5公噸
- 載重：15公噸
- 換算噸數：空車12噸、重車26噸
- 車長：8266mm
- 車寬：2242mm
- 車高：1100mm
- 容積：
- 最高車速：

## 使用情況
目前僅存15EF19號，原先為工務段的篩碴機專用平車，目前被列為台鐵保存貨車，由台鐵高雄機廠進行後勤維護作業。

## 其他
目前展示於高雄的打狗鐵道故事館。從現場拍攝的車體照片上的塗裝(106-6 高廠)看來，應是台鐵於下次2017年6月(民國106年6月)時定期維護該車的記號。

## 註解
1. ↑  15EF10型 （页面存档备份，存于） 福田孝行の貨車ホームページ

## 外部連結
- （日語）15EF10 （页面存档备份，存于）（福田孝行の貨車ホームページ）